# Academia Nacional de Ciencias de Bielorrusia

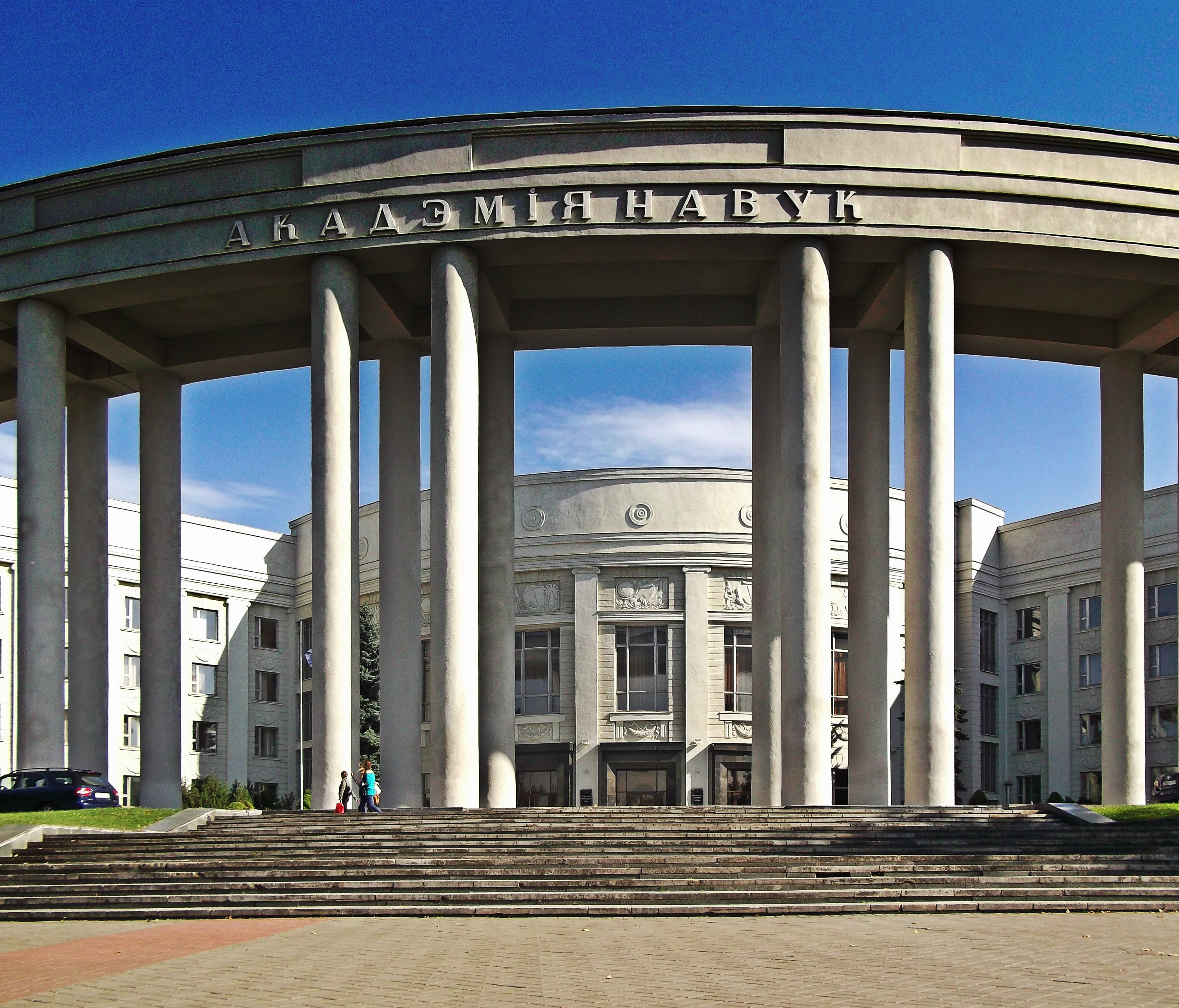
Sede de la ANCB en Minsk.

La Academia Nacional de Ciencias de Bielorrusia (en bielorruso: Нацыянальная акадэмія навук Беларусі, Natsianalnaya akademiya navuk Belarusi, НАНБ -NANB; entre 1929 y 1936: Academia Bielorrusa de ciencias, Беларуская акадэмія навук; entre 1936 y 1991 Academia de Ciencias de la República Socialista Soviética de Bielorrusia, Акадэмія навук БССР; entre 1991 y 1997, Academia de ciencias de Bielorrusia, Акадэмія навук Беларусі) es la más alta institución científica de la república de Bielorrusia, encargada de la organización, la realización y la coordinación de las investigaciones fundamentales aplicadas a la ciencia y la elaboración de trabajos en los camposciencias naturales, técnicas, humanitarias, sociales y en el campo de las artes.
Para la decisión y desempeño de sus competencias cumple sus funciones como órgano republicano independiente de la administración estatal dentro de los límites determinados por la ley y el estatuto de la Academia de Ciencias. Está subordinada a la Presidencia de la República de Bielorrusia y rinde cuentas al Consejo de Ministros de Bielorrusia.

## Historia
El Instituto de Cultura de Bielorrusia (Insbelkut, 1922-1928) se reorganizó en la Academia de Ciencias por decisión del Comité Ejecutivo Central y el Consejo de Comisarios del Pueblo de la República Socialista Soviética de Bielorrusia el 13 de octubre de 1928. La inauguración se dio el 1 de enero de 1929, décimo aniversario de la RSS de Bielorrusia. El primer presidente de la Academia de Ciencias fue el historiador Usévalad Ignatouski. Inicialmente entraron a trabajar en la Academia 128 personas de las cuales, 87 eran investigadores. Desde el principio se convirtió en un centro líder en la investigación en lo relativo al desarrollo económico, tecnológico, social y cultural del país. A principios de 1941, la Academia tenía cerca de 750 miembros. Su estructura era de 12 instituciones de investigación científica.
Durante la Gran Guerra Patria se suspendió la actividad de la Academia. Algunos científicos continuaron sus estudios en otras instituciones de la República Socialista Federativa Soviética de Rusia u otras regiones de la antigua Unión Soviética. Muchos empleados participaron en los combates. Durante la guerra, la Academia, igual que el conjunto de la economía bielorrusa, sufrió un graves daños. Los laboratorios científicos, los equipos, los edificios y la biblioteca fueron quemados o saqueados. En 1945 el total de personal de la Academia estaba compuesto por 360 personas. Tras la liberación de Minsk en julio de 1944, ocho instituciones de la Academia reanudaron sus actividades, y en 1951 la Academia de Ciencias ya había abierto 29 instituciones de investigación científica. El número total de empleados alcanzaba a 1.234 personas. La Academia contaba 33 académicos, 27 miembros correspondientes, 55 profesores y doctores de ciencias y 165 candidatos de la ciencia. El perfil de investigación de la academia se adaptó a la influencia de los cambios en la estructura de la economía nacional, las necesidades de la ciencia, las tradiciones y el potencial científico existente. El desarrollo de la Academia y la formación de sus instituciones se hizo con el apoyo de los gobiernos de Bielorrusia y la URSS, así como los centros científicos más importantes de Moscú, Leningrado y otras ciudades de la antigua URSS. Durante la existencia de la URSS gozó de gran reputación con científicos como Panas Ajrem (química), Mikalái Barísevich, Fiodar Fiodaraŭ (física), Veniamyn Vacyakou o Uladzimir Ulashchyk (biología, medicina).
Tras el colapso soviético los objetivos de la Academia han cambiado sensiblemente, con un enfoque más cercano a los problemas aplicados, y bajo la supervisión de Aleksandr Lukashenko de acuerdo a la Ley 159-3 del 5 de mayo de 1998 y el decreto nº390 del presidente de Bielorrusia del 4 de agosto de ese mismo año. El 1 de enero de 2007 trabajaban en las instituciones de la Academia 17.100 trabajadores, entre los cuales se contaban 560 médicos y 1.924 candidatos.

## Miembros históricos
Algunos miembros de la Academia fallecidos recientemente son:
- Ignaty Petrovich Antonov (1922 - 2015)
- Afanasii Andreyevich Ajrem (1913 - 2010)
- Gennadii Anatoliyevich Anisovich (1932 - 2003)
- Yevgenii Dmitrievich Beloyenko (1947 - 2006)
- Boris Borisovich Boiko (1923 - 1999)
- David Movshevich Golub (1901 - 2001)
- Valeri Nikoláyevich Gourine (1938 - 2007)
- Eugeny Pavlovich Demidchik (1925 - 2010)
- Illarion Mefodyevich Ignatenko (1919 - 2002)
- Viktor Aleksandrovich Ipatyev (1942 - 2009)
- Vasilii Vladimirovich Ivashin (1913 - 2009)
- Vladislav Filípovich Karlovski (1933 - 2010)
- Nikolai Aleksandrovich Kartel (1937 - 2013)
- Ivan Fyodorovich Kharlamov (1920 - 2003)
- Boris Andreyevich Kolovandin (1938 - 1998)
- Serguéi Vasílievich Konev (1931 - 2005)
- Yevgueni Fiódorovich Konoplya (1939 - 2010)
- Viktor A. Kovalenko (1929 - 2001)
- Mijaíl Arséniyevich Lazaruk (1926 - 2000)
- Aleksandr Semiónovich Makhnach (1918 - 2006)
- Oleg Grigoryevich Martynenko (1936 - 2012)
- Igor Stanislavovich Nagorskii (1931 - 2006)
- Ivan Yakovlevich Naumenko (1925 - 2006)
- Fyodor Vasilyevich Oleshkevich (1936 - 2008)
- Aleksandr Iosifovich Podluzhnyi (1935 - 2005)
- Pyotr Petrovich Prokhorenko (1939 - 2008)
- Oleg Vladislavovich Roman (1925 - 2013)
- Aleksandr Sergeyevich Rubanov (1936 - 2003)
- Nikolai Yevseyevich Savchenko (1922 - 2001)
- Mikhail Andreyevich Savitskii (1922 - 2010)
- Mikhail Maksimovich Severnyov (1921 - 2012)
- Ivan Petrovich Shamyakin (1921 - 2004)
- Anatolii Gerasimovich Shashkov (1927 - 2011)
- Nikolai Nikolaevich Sirota (1913 - 2006)
- Stepan Gordeevich Skoropanov (1910 - 1999)
- Nikolai Ivanovich Smeyan (1932 - 2007)
- Aleksandr Vasiliyevich Stepanenko (1938 - 2005)
- Oleg Anatoliyevich Strelchenok (1947 - 2010)
- Leonid Mihailovich Sushchenya (1929 - 2015)
- Vadim Vasiliyevich Sviridov (1931 - 2002)
- Vyacheslav Sergeyevich Tanayev (1940 - 2002)
- Nikolai Vasiliyevich Turbin (1912 - 1998)
- Mikhail Stepanovich Vysotskii (1928 - 2013)
- Pyotr Ivanovich Yashcheritsyn (1915 - 2005)